# Fet
Fet este o comună din provincia Akershus, Norvegia.